# Die Raben
Die Raben (Original Les Corbeaux) ist eine Komödie von Henry Becque von 1876. Sie wurde 1882 in Paris uraufgeführt.

## Inhalt

### Personen
- Vigneron, Fabrikant
- Madame Vigneron
- Ein Arzt
- Auguste, ein Diener
- Der Sohn Gaston
- Madame de Saint-Genis
- Merckens, Musiklehrer
- Rosalie, ein altes Faktotum
- Teissier, Teilhaber von Vigneron
- Bourdon, Notar
- Lefort, Architekt
- Dupuis, Tapezierer
- Die Töchter Judith, Marie und Blanche

### Handlung
Die Familie des Unternehmers Vigneron führt ein angenehmes Leben. Plötzlich stirbt der Patron. Es erscheinen sehr bald  verschiedene Geschäftspartner, die die Familie mit tatsächlichen oder vermeintlichen Geldforderungen überziehen. Sie wird dadurch in den finanziellen und emotionalen Ruin getrieben. Da entschließt sich eine der  Töchter, den ehemaligen Unternehmenspartner Teissier zu heiraten. Dadurch erhält die Familie wieder Zugang zu dem Vermögen, aber zu einem hohen Preis.
Die Handlung stellt eine Satire auf rücksichtslose Verhaltenspraktiken in der Geschäftswelt dar.

## Geschichte
Henri Becque verfasste das Drama 1876 nach einer längeren Schaffenskrise. Er bemühte sich in den folgenden Jahren bei verschiedenen Theaterintendanten vergeblich, eine Aufführung zu erreichen. Erst durch den Einsatz von Albert Thibaudet wurde eine Inszenierung in der Comédie-Française in Paris am 22. Mai 1882 möglich. Die Reaktionen waren gut, aber nicht überschwänglich. Auf Grund einer geringen Publikumsresonanz wurde das Stück bald wieder abgesetzt. 1897 gab es eine weitere Inszenierung in Paris, noch zu Becques Lebzeiten. Diese erlebte zahlreiche  Aufführungen.
In Deutschland wurde das Werk 1891 durch die Freie Bühne Berlin und 1903 im Kleinen Theater in Berlin aufgeführt. Auch hier waren die Reaktionen zurückhaltend. Der Inhalt gebe zwar sehr treffend Geschäftspraktiken wieder, allerdings seien die Figuren  holzschnittartig und schwarz-weiß gezeichnet und hätten keine Entwicklung.
Danach wurde das Drama nur noch selten gespielt.
1983 gab es eine Hörspielfassung Die Raben im Süddeutschen Rundfunk.

## Bewertung
Die Raben gilt als eines der Gründungswerke des realistischen Theaters in Frankreich, das konventionelle Formen des bisherigen romantischen  Theaters  überhole.

„Noch bemerkenswerter aber muß die Tatsache anmuten, daß ein beim Publikum so unbeliebtes Stück eine Revolution des Theaters auslösen konnte wie dreißig Jahre zuvor die Dame aux Camélias. (...) Wie eine Kanonenkugel, die eine erste Bresche schlägt, fegte es konventionelle Gepflogenheiten hinweg, die bis dahin für das Theater als lebensnotwendig gegolten hatten, Gepflogenheiten und Vorstellungen technischer, moralischer und sozialer Natur (...) Das Neue, das es brachte: hier war ein dramatisches Werk auf den gleichen Ton gestimmt wie die Gestalten Balzacs aus der Geschäftswelt, wie die Darstellungen des Traurig-Grotesken bei Flaubert, wie Zolas Schwarzmalerei. Außerdem war es in bezug auf bühnengerechten Stil eines der bestgeschriebenen Stücke des neunzehnten Jahrhunderts.“

Die Komödie Due Raben war eines der beiden bedeutenden Schauspiele Becques (neben Die Pariserin).

## Textausgaben
- Les corbeaux, Paris 1882; Neuauflage 1947 PDF
- Die Raben. Komödie in vier Akten, Übertragen und Nachwort von Karin Rohde, Insel, Leipzig 1967
- Die Raben, aus dem Französischen von Heinz von Cramer, um 1983, nur über Theatertexte erhältlich
- Die Raben, deutsche Übersetzung (von Heinz von Cramer?), in Werner Niederer, Die Raben von Becque und der Concierge, 2013 kurzer Auszug (oben)

## Hörspielbearbeitung
- 1983: Die Raben – Produktion: SDR; Übersetzung, Bearbeitung und Regie: Heinz von Cramer, u. a. mit Carl Lange (Figneron, Fabrikant), Gisela Stein (Madame Vigneron) und Wolfgang Forester (ein Arzt); Erstsendung: 16. Oktober 1983 | Länge: 108'45 Minuten[6]